# Molly Sims
Molly Sims (ur. 25 maja 1973 roku w Murray, Kentucky) – amerykańska modelka i aktorka telewizyjna i filmowa.

## Życiorys
Jedyna córka (ma brata Todda) aktora Jima i Dottie Sims, dorastała w Murray. Kino lubiła od zawsze – w młodości podkochiwała się w Paulu Newmanie, ale w szkole średniej postanowiła, że zostanie prawnikiem. Wstąpiła na Uniwersytet Vanderbilt, przez dwa lata studiując prawo, i któryś z kolegów namówił ją, by wysłała swoje zdjęcie do agencji modelek. Fotografie spodobały się na tyle, że już po tygodniu podpisała kontrakt z agencją. Początkowo rodzice nie byli zachwyceni tą nagłą zmianą planów, ale wspierali ją. W 1993 roku Langston Turner pomógł jej w karierze modelki. Prezentowała m.in. kolekcje Armaniego i Chanel, miała sesje do magazynów „Vogue”, „Elle” i „Marie Claire”.
Pierwszym doświadczeniem aktorskim było prowadzenie w MTV programu „House of Style” (od 2000 roku). Dostała także pierwsze epizody w serialach Andy Richter Controls the Universe (2002) i The Twilight Zone (2003). Popularność przyniósł jej serial Las Vegas (2003–2006), gdzie jako Delinda Deline wprowadziła nieco humoru i lekkości. Na dużym ekranie stawiała pierwsze kroki w filmach: Starsky i Hutch (Starsky & Hutch, 2004), Venus & Vegas (2006) i The Benchwarmers (2006).

## Filmografia
- 2002: Frank McKlusky, C.I. jako ranna dziewczyna
- 2002: Andy Richter Controls the Universe (serial TV) jako Tracy
- 2003: Intimate Portrait: Vanessa Marcil jako ona sama
- 2003: The Twilight Zone (serial TV) jako Janet
- 2003–2008: Las Vegas (serial TV) jako Delinda Deline
- 2004: Starsky i Hutch (Starsky & Hutch) jako pani Feldman
- 2006: Grzanie ławy (The Benchwarmers) jako Liz
- 2008: Jestem na tak (Yes Man) jako Stephanie
- 2009: Ale czad! (Fired Up!) jako Diora
- 2010: Wenus i Vegas (Venus & Vegas) jako Angie